# Khajuu-Ulaan
Khajuu-Ulaan (tiếng Mông Cổ: Хажуу-Улаан, hay Hadju-Ulan,Hadzhu-Ulan) là một khu định cư kiểu đô thị tại sum Ikhkhet, tỉnh Dornogovi, đông nam Mông Cổ. Nó có một mỏ khoáng sản fluorit đang hoạt động, lượng fluorit này sau đó sẽ được được vận chuyển đến các nhà máy xử lý ở thành phố Bor-Öndor thuộc tỉnh Khentii.